# Bahnstrecke Abelitz–Aurich
| Streckennummer: | 1573                 |                                          |                                          |
| Kursbuchstrecke (DB): | zuletzt 223c         |                                          |                                          |
| Kursbuchstrecke: | 223a (1946)          |                                          |                                          |
| Streckenlänge: | 13 km                |                                          |                                          |
| Spurweite: | 1435 mm (Normalspur) |                                          |                                          |
| Streckengeschwindigkeit: | 25 km/h              |                                          |                                          |
| |                      |                                          |                                          |
| \| \| \| von Emden \| \| \| \| 0,0 \| Abelitz \| Abelitz \| \| \| \| nach Norddeich Mole \| \| \| \| \| alte Trasse von Emden bis 1906 \| \| \| \| 2,7 \| Georgsheil \| Georgsheil \| \| \| \| alte Trasse nach Norddeich Mole bis 1906 \| \| \| \| 4,0 \| Victorbur \| Victorbur \| \| \| 8,3 \| Moordorf \| Moordorf \| \| \| 10,2 \| Walle \| Walle \| \| \| 11,1 \| Anschluss Aurich Industriegebiet Nord \| Anschluss Aurich Industriegebiet Nord \| \| \| \| Kleinbahn Leer–Aurich–Wittmund \| \| \| \| 13,2 \| Aurich \| Aurich \| |                      |                                          |                                          |
| Strecke |                      | von Emden                                | von Emden                                |
| Dienststation / Betriebs- oder Güterbahnhof | 0,0                  | Abelitz                                  | Abelitz                                  |
| Abzweig geradeaus und nach links |                      | nach Norddeich Mole                      | nach Norddeich Mole                      |
| Abzweig geradeaus und ehemals von rechts |                      | alte Trasse von Emden bis 1906           | alte Trasse von Emden bis 1906           |
| ehemaliger Bahnhof | 2,7                  | Georgsheil                               | Georgsheil                               |
| Abzweig geradeaus und ehemals nach links |                      | alte Trasse nach Norddeich Mole bis 1906 | alte Trasse nach Norddeich Mole bis 1906 |
| ehemaliger Haltepunkt / Haltestelle | 4,0                  | Victorbur                                | Victorbur                                |
| ehemaliger Bahnhof | 8,3                  | Moordorf                                 | Moordorf                                 |
| ehemaliger Haltepunkt / Haltestelle | 10,2                 | Walle                                    | Walle                                    |
| Abzweig ehemals geradeaus und nach links | 11,1                 | Anschluss Aurich Industriegebiet Nord    | Anschluss Aurich Industriegebiet Nord    |
| Abzweig geradeaus und von links (Strecke außer Betrieb) |                      | Kleinbahn Leer–Aurich–Wittmund           | Kleinbahn Leer–Aurich–Wittmund           |
| Kopfbahnhof Streckenende (Strecke außer Betrieb) | 13,2                 | Aurich                                   | Aurich                                   |

Die Bahnstrecke Abelitz–Aurich ist eine rund 13 Kilometer lange, eingleisige Bahnstrecke in Ostfriesland in Normalspur. Sie verbindet den Betriebsbahnhof Abelitz an der Hauptstrecke Norddeich Mole–Emden–Münster (bzw. der Ostfriesischen Küstenbahn Emden–Norden–Jever) über Georgsheil und Moordorf mit der Kreisstadt Aurich. Die Strecke verläuft in weiten Teilen parallel zur Bundesstraße 72. Besitzer ist die Firma Enercon, Betreiber die Eisenbahninfrastrukturgesellschaft Aurich-Emden mbH (EAE).

## Geschichte
Die Bahnstrecke entstand 1883 gleichzeitig mit der Küstenbahn (der heutigen Bahnstrecke Rheine–Norddeich Mole), um die Provinzhauptstadt Aurich nicht ohne Bahnanschluss zu lassen, war aber von Anfang an als eingleisige Nebenbahn eingestuft. Sie wurde am 15. Juni 1883 eröffnet. Die Emslandbahn verlief anfangs ebenso wie die Strecke nach Aurich noch heute direkt neben der Landstraße, der Anschluss zur Hauptstrecke befand sich im Bahnhof Georgsheil. Als am 1. August 1906 die Emslandbahn auf eine weiter westliche Trasse verlegt wurde, baute man eine Verbindung vom neuen Bahnhof Abelitz nach Georgsheil, sodass die Züge von Aurich in die neue Strecke einfahren konnten.
Ursprünglich war der Personenverkehr rege, 1944 verkehrten zehn Zugpaare auf der Strecke. Nach dem Zweiten Weltkrieg und der zunehmenden Motorisierung der Bevölkerung nahm die Bedeutung der Strecke stark ab, 1961 verkehrte nur noch werktags ein Zugpaar am frühen Morgen bzw. späten Abend. So ging es, bis der Personenverkehr am 24. September 1967 eingestellt wurde. Lediglich der Güterverkehr blieb noch in Betrieb. Hier hatte die Strecke vor allem für das Munitionsdepot der Bundeswehr in Tannenhausen Bedeutung, belieferte aber auch Aurich und weitere Orte entlang der Strecke mit Gütern und Brennstoffen wie zum Beispiel Kohle. Auch hier nahm die Bedeutung der Strecke in den Folgejahren immer weiter ab, so dass auch der Güterverkehr am 31. Dezember 1993 eingestellt wurde.

### Reaktivierung der Strecke

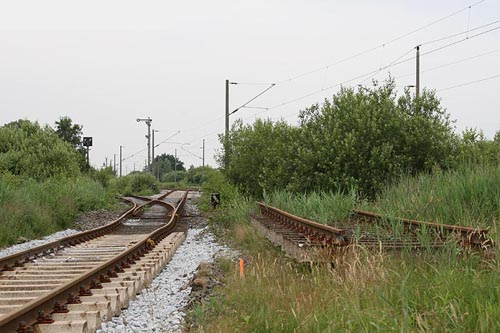
Bahnhof Abelitz am 14. Juni 2007

Kreuzung der B 72 mit der bis dahin stillgelegten Strecke, 14. Juni 2007

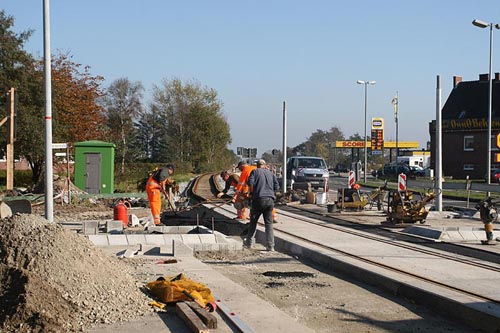
Kreuzung der B 72 während der Bauarbeiten, 22. Oktober 2007

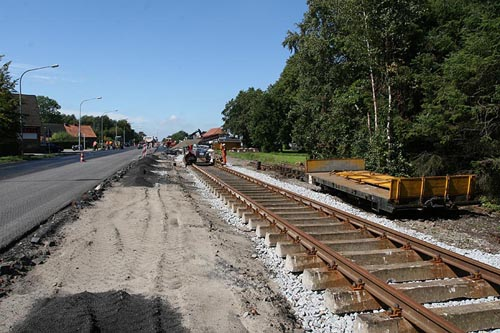
B72/210 in Victorbur während der Bauarbeiten, 23. August 2007

Der Güterverkehr wurde im April 2008 wieder aufgenommen. Zur Reaktivierung wurden ab November 2006 einige Streckenteile durch die explizit zu diesem Zweck gegründete EAE modernisiert.
Für den Bau des in Aurich geforderten Zubringers zur Bundesautobahn 31 hätte nach damaligen Planungen ein Teil der Bahnstrecke Abelitz–Aurich weichen müssen. Aus diesem Grunde trug die Diskussion um den Fortbestand der Strecke in Aurich bisweilen ideologisch verhärtete Züge. Befürworter und Gegner der Bahnstrecke erklärten jeweils, dass der fehlende Bahnanschluss beziehungsweise der fehlende A-31-Zubringer Investoren abschrecke.
Als aber das in Aurich ansässige Unternehmen Enercon als mit Abstand größter Investor der Stadt weitere Investitionen ausdrücklich von einer Reaktivierung der Eisenbahnstrecke abhängig machte und bereit war, 2 Millionen der benötigten 7,5 Millionen Euro beizusteuern, stimmte auch das Land Niedersachsen der Finanzierung zu.
Ferner möchte sich die Gemeinde Südbrookmerland mit bis zu 250.000 Euro an der Finanzierung des Projektes beteiligen, um im Gewerbegebiet Georgsheil in Form von zwei Weichen und einem Nebengleis Bahnanschluss zu erhalten.
Die offizielle Wiedereröffnung fand am 4. April 2008 statt. Niedersachsens damaliger Ministerpräsident Christian Wulff eröffnete gemeinsam mit Enercon-Geschäftsführer Aloys Wobben die Strecke im Industriegebiet Aurich-Tannenhausen. Hier befindet sich das Stammwerk des Unternehmens. Zuvor legte der Politiker gemeinsam mit dem Unternehmenschef den Grundstein für eine neue Eisengießerei im Gewerbegebiet Georgsheil. Damit ist auch der gewünschte Bahnanschluss der Gemeinde in greifbare Nähe gerückt.

## Planungen zur Wiederaufnahme des Personenverkehrs
Die Wiedereinführung des Schienenpersonennahverkehrs (SPNV) wird seit der Reaktivierung der Strecke diskutiert. Bei der Reaktivierung für den Güterverkehr ist allerdings aus Kostengründen nur ein Ausbau für eine Höchstgeschwindigkeit von 25 km/h als Industriestammgleis erfolgt, so dass eine Reaktivierung des Personenverkehrs in dieser Form zunächst nicht attraktiv erscheint. Trotzdem macht sich in Aurich der Verein „Aurich - ran an die Bahn“ dafür stark. Dieser möchte zunächst zur Fahrgast-Sensibilisierung auf der Strecke in Zusammenarbeit mit der Museumseisenbahn Küstenbahn Ostfriesland einige Sonderfahrten anbieten. Die LNVG als zuständiger Aufgabenträger schloss eine Reaktivierung im SPNV bis 2013, aufgrund der Finanzlage und der zusätzlich anfallenden jährlichen Betriebskosten, aus.
Mit dem Wechsel der Landesregierung nach der Landtagswahl in Niedersachsen 2013 wurde im Koalitionsvertrag festgeschrieben, dass mögliche Reaktivierungen von Bahnstrecken im SPNV zu prüfen sind. Insgesamt nahmen 74 Streckenabschnitte an dem Verfahren teil, wovon letztendlich acht in der engeren Auswahl landeten. Die Strecke Abelitz–Aurich erreichte in der Rangfolge der Nutzwertanalyse den dritten Platz, sodass nun eine Kosten-Nutzen-Analyse erfolgt und anschließend über eine Bedienung im SPNV entschieden werden kann.
Die Schlussuntersuchung ergab allerdings eine negative Kosten-Nutzen-Analyse. Aufgrund von Vorleistungen wie vorhandenen Bahnsteigen könnte ein Betrieb aber auch ohne Landeszuschüsse möglich sein.
Die Politik untersucht auch eine Streckenfortführung nach Wittmund, um dort Anschluss an die Ostfriesische Küstenbahn zu erhalten. Ziel ist eine durchgehende Bahnverbindung für den Güterverkehr zwischen den Häfen in Emden und dem JadeWeserPort in Wilhelmshaven.
Im Jahre 2015 gab Enercon bekannt, dass das Unternehmen die Verbreiterung der Strecke für den Transport seiner Produkte nicht mehr benötige. Damit wurde auch die Reaktivierung des Personenverkehrs auf der Strecke Aurich–Emden vorerst gestoppt.

### Entwicklung ab 2020
Der Landkreis Aurich gab 2023 mit dem Hintergrund günstigerer Fördermöglichkeiten über das Gemeindeverkehrsfinanzierungsgesetz (GVFG) eine Machbarkeitsstudie in Auftrag, welche die Voraussetzungen für einen Betrieb mittels Eisenbahn, Straßenbahn bzw. Tram-Train-System bestimmen soll.
Ebenfalls im Jahr 2023 begann das Land Niedersachsen eine eigene Voruntersuchung im Rahmen eines landesweiten Lenkungskreises. Im März 2025 gab die Landesnahverkehrsgesellschaft Niedersachsen schließlich bekannt, dass ein Ausbau der Strecke für eine stündliche SPNV-Anbindung von Aurich nach Emden als volkswirtschaftlich voraussichtlich wirtschaftlich eingeschätzt wird. Die Strecke soll für eine (abschnittsweise) Höchstgeschwindigkeit von 100 km/h ausgebaut werden; Bahnsteige sind in Südbrookmerland (Abelitz, Uthwerdum-Klinikum, Victorbur, Moordorf) und Aurich (Walle, Extum, Mitte) vorgesehen. Es wird mit einem (zusätzlichen) Fahrgastpotenzial von rund 3.000–4.000 Fahrten/Tag gerechnet. Der Betrieb soll mit modernen Akkumulatortriebwagen erfolgen, die Finanzierung der Baumaßnahmen über GVFG-Fördermittel.
Zwingend erforderlich ist hierfür die Schließung von 59 der 77 vorhandenen, zumeist technisch nicht gesicherten Bahnübergänge. In Moordorf dienen außergewöhnlich viele Bahnübergänge der Erschließung ansonsten isolierter Privatgrundstücke und Stichstraßen, so dass an mehreren Stellen Straßenbaumaßnahmen zur Neuerschließung notwendig sind. Eine Umsetzung als Tram-Train-System wird insbesondere aufgrund des parallelen Güterverkehrs in diesem Vorschlag nicht verfolgt.